# Patrick Abercrombie
Leslie Patrick Abercrombie (født 6. juni 1879 i Ashton upon Mersey, Greater Manchester - død 23. marts 1957 i Aston Tirrold, Oxfordshire) var en britisk byplanlægger og arkitekt.
Abercrombie var professor i byplanlægning ved University of Liverpool fra 1915-35 og ved University College London i 1935-46. Han udarbejdede en række byplanlægnings- og regionsforslag for områder såvel i Storbritannien som i kolonierne. Hans mere kendte planer omfatter bl.a. County of London (1943, i samarbejde med J. H. Forshaw), og Greater London Plan 1944 (1945), der fik betydning for genopbygningsarbejdet efter 2. verdenskrig. Byplanerne var baseret på en decentralisering af bymidten opdelt i ti mindre kvarterer samt en opdeling af administrationen i "lokalområder".
Hans andre idéer omfatter byplaner for Doncaster, Sheffield, Bath, Bristol, Stratford-on-Avon og Plymouth.

## Sir Patrick Abercrombie Prize
International Union of Architects har siden begyndelsen af 1960'erne uddelt Sir Patrick Abercrombie Prize hvert tredje år til en international anerkendt arkitekt eller til et fremragende arkitektarbejde inden for byplanlægning og regional udvikling. Vinderen ved den første prisuddeling i 1961 var det svenske projekt Town Planning Service of the city of Stockholm.

## Abercrombies indflydelse på skandinavisk byplanlægning
I Danmark lancerede man i 1947 et større planlægningsprojekt for Storkøbenhavns udvikling, kaldet Fingerplanen. I den forbindelse lod man sig inspirere af Patrick Abercrombies idé om planet- og satellitbyer efter hans plan for Greater London. Fra dansk side ønskede man økonomisk selvforsynende omegnsforstæder, suppleret af København som regionalt centrum. Et eksempel på et sådant planlagt lokalsamfund kan ses i udformningen af bydelen Albertslund.
Også i Sverige havde Abercrombie, i fællesskab med Lewis Mumford og Clarence Stein, stor indflydelse på den svenske byplanlægning i efterkrigstiden, idet Stockholms daværende byggeborgmester Yngve Larsson betragtede London-planen som et forbillede for Norrmalms totalfornyelse. Abercrombie deltog desuden i åbningen af en engelsk byplanlægningsudstilling på Liljevalchs konsthall i Stockholm, maj 1946.